# Tina Nedergaard
Tina Nedergaard (født 28. marts 1969 i Aarhus) er en dansk politiker, som var Danmarks undervisningsminister fra 23. februar 2010 til 8. marts 2011. Hun var fra 2001 til 2015 medlem af Folketinget, opstillet for Venstre.
Hun er datter af gårdejer Per Nedergaard og Birtha Nedergaard. Den 20. november 2001 blev hun valgt til Folketinget for Venstre i Nordjyllands Amtskreds.
I 2017 oprettede hun vikarfirmaet JNGruppen.

## Baggrund og karriere
- 9. klasse afgangseksamen fra Solhverv Kost- og Realskole og matematisk-samfundsfaglig student fra Hobro Gymnasium 1988. Cand.scient.pol. fra Aarhus Universitet 1997.

- Programdirektør IUC-Europe 1997-98. Konsulent i Dansk Arbejdsgiverforening 1998-2002.

- Medlem af Venstres Hovedbestyrelse fra 2002.

- Medforfatter af »Arbejdsmarkedsrapport«, DA, 1999 og »Erhvervsuddannelser og arbejdsmarkedet« DA, 2001

- Partiets kandidat i Sæbykredsen fra 1999.

- Udnævnt til undervisningsminister 23. februar 2010.

## Politisk karriere

### Folketingsmedlem
Tina Nedergaard var folketingsmedlem for Venstre i Nordjyllands Amtskreds fra 20. november 2001 til 13. november 2007, opstillet i Sæbykredsen. Efter strukturreformen i år 2007 var hun folketingsmedlem for Venstre i Nordjyllands Storkreds fra 13. november 2007 til 18. juni 2015, opstillet i Brønderslevkredsen. .   

### Ordførerskaber
Tina Nedergaard har beklædt diverse ordførerposter, bl.a. var hun 2005-07 uddannelsespolitisk ordfører, 2007-09 fødevareordfører samt forbrugerpolitisk ordfører. I 2009 overtog Tina Nedergaard posten som finansordfører. 

### Undervisningsminister
I forbindelse med en større ministerrokade i februar 2010 blev hun undervisningsminister, en ministerpost hun overtog fra Bertel Haarder. . Hun trak sig som undervisningsminister tirsdag den 8. marts 2011, i følge flere medier af personlige årsager. 

### Folketingsvalget 2015
Fra år 2014 var hun opstillet i Taastrupkredsen, men opnåede ikke genvalg ved Folketingsvalget 2015 , med sine 1.287 personlige stemmer.   Tidligere Social, - og Miljøminister, Karen Ellemann, og Morten Løkkegaard fik Venstres to mandater i Københavns Omegns Storkreds, med henholdsvis 7.020 og 4.676 personlige stemmer. 

## Hæder
27. april 2012 blev hun Ridder af Dannebrog. 